# Міна Бен-Цві
Міна Бен-Цві (івр. מינה בן-צבי, уродж. Міна Рогожик, їд. מינה רוגוז'יק; 1909, Межирічі, Ровенський повіт, Волинська губернія — 23 грудня 2000, Ізраїль) — перша командувачка жіночого корпусу Армії оборони Ізраїлю.

## Біографія
Міна Бен-Цві народилася як Міна Рогожик у 1909 році в Межирічах. У 1921 році емігрувала з родиною до підмандатної Палестини. Навчалася в школі Реалі в Хайфі, в технічній школі «Монтефіорі» в Тель-Авіві (1928—1929) і в Нью-Йоркському університеті (1930—1933). Після закінчення освіти в 1933 році у віці 24 років вона приєдналася до хайфського відділення Гаґани.
Під час Другої світової війни Міна була однією з перших 66 жінок у підмандатній Палестині, які вступили до жіночого корпусу британської армії. Згодом вона стала командиром британського підрозділу в Єгипті у званні капітана. В 1947 році вийшла заміж за Еліягу Бен-Цві. Коли почалася війна 1948 року, її призначили першим головнокомандувачем жіночого корпусу Армії оборони Ізраїлю. Як було прийнято в ЦАГАЛі того часу, вона івритизувала своє прізвище приєднавши прізвище чоловіка: Рогожик-Бен-Цві.
Бен-Цві разом з чоловіком виконувала дипломатичну місію у Фінляндії з 1953 по 1955 рік. Вона представляла Ізраїль в Комісії ООН зі становища жінок (1956-1958) і багато подорожувала Африкою та Азією у зв'язку з питаннями покращення становища жінок. Після цього була керівницею Департаменту домашньої економіки в Міністерстві сільського господарства.
Бен-Цві була першою жінкою на керівній посаді в Хайфській трудовій раді та членом Хайфської міської ради з 1959 по 1969 рік.
У 1960 році Голда Меїр заснувала Міжнародний навчальний центр «Кармель» у співпраці з Бен-Цві та Інгою Торссон, шведським дипломатом, яка згодом стала послом Швеції в Ізраїлі. Бен-Цві стала директором-засновником Міжнародного навчального центру «Кармель» і очолювала його до 1987 року.
У 1978 році отримала звання почесного громадянина міста Хайфа.
Міна Бен-Цві померла у 2000 році у віці 91 року і була похована на кладовищі у мошаві Кфар-Єгошуа поруч зі своїм чоловіком.
Її іменем названо площу в Хайфі поблизу заснованого нею центру.